# Dioptis albifasciata
Dioptis albifasciata är en fjärilsart som beskrevs av Druce 1907. Dioptis albifasciata ingår i släktet Dioptis och familjen tandspinnare. Inga underarter finns listade i Catalogue of Life.